# ピクォート戦争
ピクォート戦争（ピクォートの戦い、Pequot War）とは1636年から1637年アメリカ東部ニューイングランド地方のコネチカット州で生じた、原住民のピクォート族（ペコー族）インディアンとイギリス白人入植者との紛争（インディアン戦争）である。1634年に有名な密輸業者であり奴隷商人であったジョン・ストーンと彼の仲間7人が、数人の女性を誘拐しようとしたことと、ピクォート族の酋長タトベムをオランダ人が殺害したことへの報復として、西部ニアンティック族によって殺害されたことが端緒となった。この戦いでピクォート族は敗北し、奴隷とされ生き残った数名以外は殺され衰亡した。

## 概要
1620年、プリマス入植地を築いたピューリタン（清教徒）は1630年にピクォート族の居住するマサチューセッツ湾に入植した。当初は白人入植者とピクォート族は友好関係を保っていたが、白人側は次第にピクォート族の領土に入植地を拡大していった。
しかし、インディアンには土地の所有権という概念がなく、白人による土地売買は反感を買った。
1636年7月20日、交易業者のジョン・オルダムという白人が殺害されたことで、ピクォート族との関係悪化が決定的となった。
白人側はピクォート族による殺害を主張し犯人の引渡しを要求したが、ピクォート族酋長サッサカスは殺害を否定し引渡しを拒絶した。白人側要求の詳細は不明であるが、インディアンには裁判等により容疑者を裁断する制度が無く、事件は当事者間の話し合いにより解決していたため、解決を第三者に委ねることになる容疑者の引き渡しは容認できなかった。
後にオルダムはインディアンではなく、別の白人に殺害されたとも言われたが、白人側はピクォート族の対応に納得しなかった。
ナラガンセットの長老カノンチェットとミアントノモはオルダムの死に対して賠償を申し出たが、マサチューセッツ湾のヘンリー・ベイン知事はブロック島への遠征を命じた。
1637年7月、ジョン・メイソン大尉の指導により、ピクォート族と敵対するモヒガン族とナラガンセット族と同盟を結んだイギリス人入植者が、ピクォート族の集落を襲撃した。集落は一方的に破壊され、400人から700人のピクォート族が殺害された。その多くが女性や子供など非戦闘員だった。生き残ったピクォート族は2つのグループに分かれて逃げた。
ピクォート族はロングアイランドへ逃げたグループと、サッサカス酋長たちのグループに二分された。サッサカス酋長たちのグループは、ニューヘブン近くやコネチカット州のフェアフィールド近くで捕まり、白人たちに殺害されたり、ニューイングランド周辺やバミューダ諸島に奴隷として売られた。サッサカス酋長（指導者ではない）自身も逃亡したものの、モホーク族に捕えられて殺害され、彼に導かれたピクォート族グループは事実上根絶やしにされた。その後、ピクォート族の土地はモヒガン族に全て占領された。